# Ordre de Mai

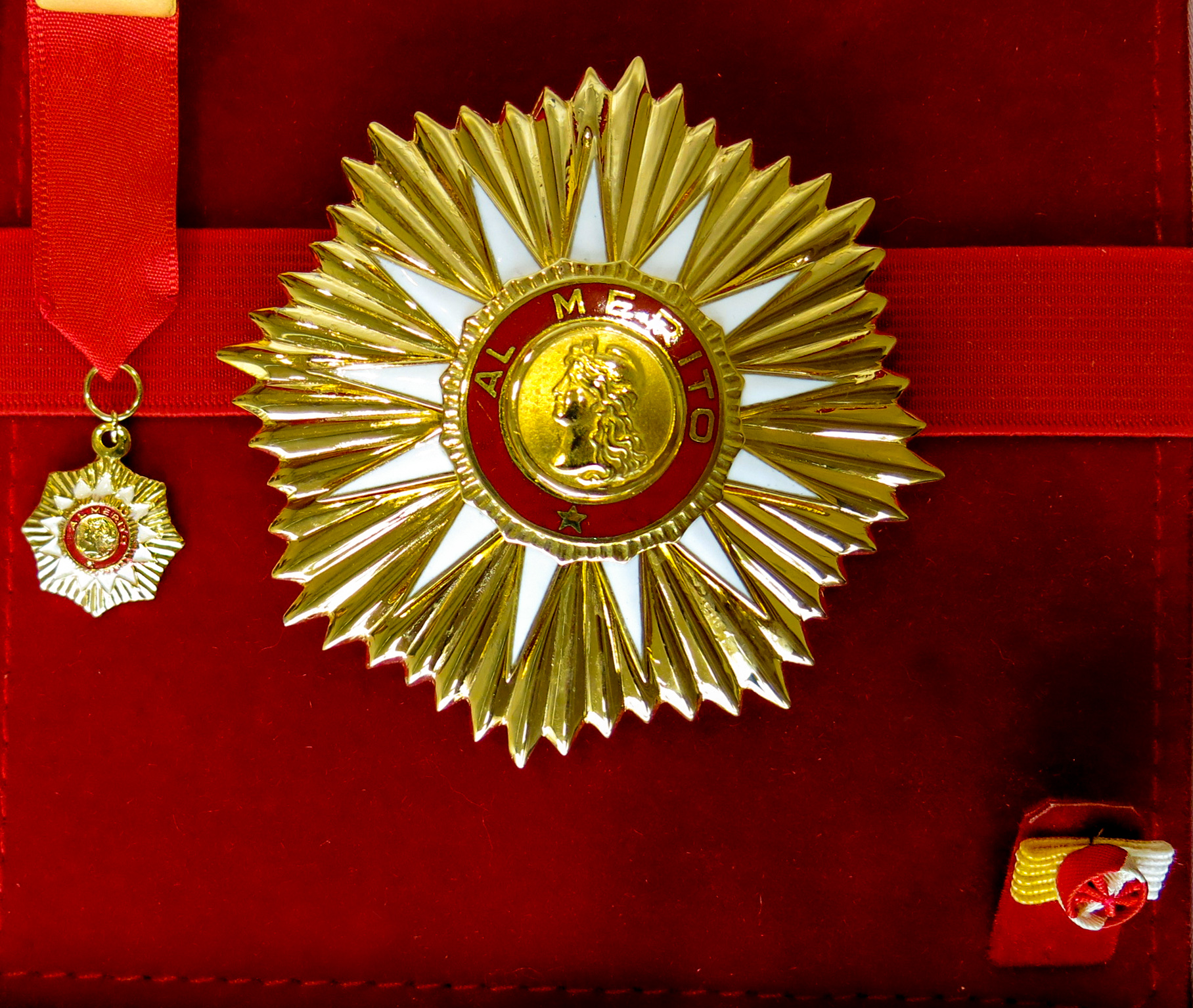
Médaille, plaque et barrette de Grand officier de l'Ordre de mai

L'ordre de Mai (en espagnol : Orden de Mayo) est une distinction honorifique de la République d'Argentine. Il est remis uniquement à des étrangers « qui par leurs efforts ont contribué au progrès, au bien-être, à la culture ainsi qu'à la bonne entente et à la solidarité internationale ».

## Histoire
En 1946, il est créé sous le nom d'ordre du Mérite et à la suite d'une réorganisation prend le nom d'ordre de Mai le 17 décembre 1957.

## Classes
Depuis la réglementation de 1958, il peut être bien attribués aux civils argentins comme à tous civils étrangers.
Les différentes classes sont les suivantes : 
 Grand-croix
Les grands-croix portent de droite à gauche la bande à laquelle sont suspendus les insignes de l'Ordre, ainsi qu'une plaque qui doit être portée sur le côté gauche de la poitrine. Il est reçu par les vice-présidents, présidents des pouvoirs, ministres du pouvoir exécutif, ministres de la Cour suprême, ambassadeurs extraordinaires et plénipotentiaires, commandants en chef, lieutenants généraux, amiraux, généraux de brigade, présidents des assemblées nationales et autres fonctionnaires de catégories équivalentes.
 Grand officier
Les personnes distinguées par le poste de Grand Officier portent l'insigne sur le côté gauche de la poitrine. Il est reçu par les membres des assemblées législatives, les envoyés extraordinaires et les ministres plénipotentiaires, les ministres conseillers, les généraux de division et de brigade, les vice-amiraux et contre-amiraux, les majors de brigade et de brigade, ainsi que d'autres fonctionnaires de catégories équivalentes.
 Commandeur
Les commandants portent la médaille suspendue à un ruban attaché à leur cou. Il est reçu par les chargés d'affaires, les conseillers et consuls généraux, les colonels et lieutenants-colonels, les capitaines de navires et de frégates, les amiraux et vice-amiraux et autres fonctionnaires de catégories équivalentes.
 Officier
Les officiers portent la médaille suspendue à un ruban sur le côté gauche de la poitrine. Il est reçu par les secrétaires et consuls, les majors et capitaines d'armée, les lieutenants-commandants et lieutenants de marine, les commandants et capitaines aéronautiques et autres fonctionnaires de catégories équivalentes.
 Chevalier
Les chevaliers portent la médaille suspendue à un ruban sur le côté gauche de la poitrine. Il est reçu par les Attachés et Vice-Consuls, les Officiers des Forces Armées de grades inférieurs à ceux mentionnés ci-dessus et les autres fonctionnaires de catégories équivalentes.
Les catégories de l'Ordre, de Grand-Croix à Chevalier, seront attestées par un Diplôme qui sera signé par le Grand Maître de l'Ordre et visé par le Ministre qui a proposé la décoration. Le Secrétaire Général sera chargé de préparer les diplômes correspondants. Le Diplôme sera délivré au bénéficiaire avec les insignes correspondants et une copie contenant la Loi et le Règlement.